# Восьмая авеню (линия Си-Бич, Би-эм-ти)
|   |   |   |   |   |   |
| · | · | · | · | · | · |

|   |   |   |   |   |   |
| · | · | · | · | · | · |

«Восьмая авеню» (англ. Eighth Avenue) — станция Нью-Йоркского метрополитена, расположенная на линии Си-Бич, Би-эм-ти. Станция находится в Бруклине, в округе Сансет-Парк, на пересечении 8-й авеню и 62-й улицы, и является самой северной станцией на этой линии. На станции останавливаются маршруты N (круглосуточно) и W (часть рейсов в часы пик в пиковом направлении).

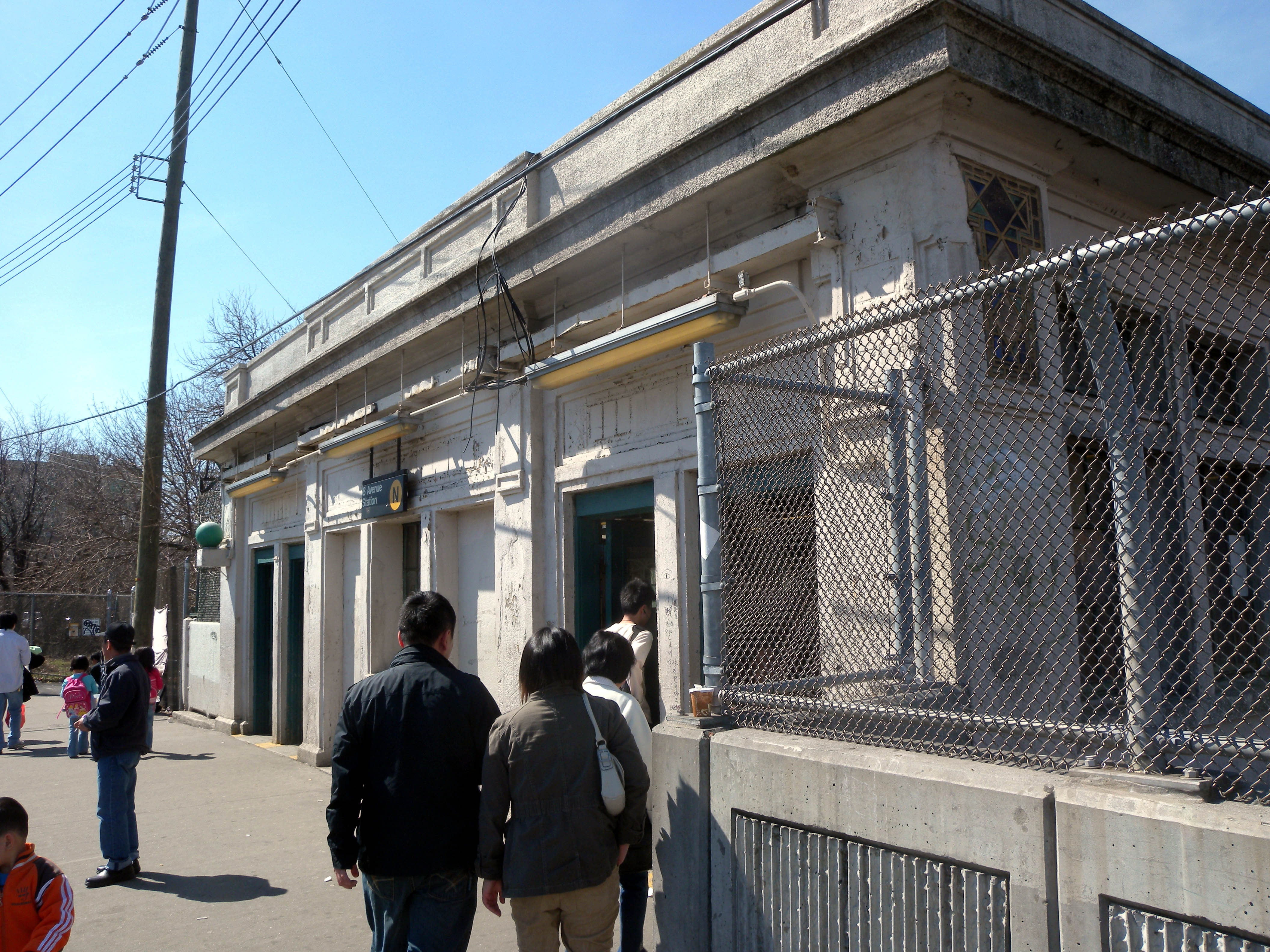
Вход на станцию

Станция наземная, расположена на четырёхпутной линии и представлена двумя боковыми платформами, обслуживающими только внешние (локальные) пути. Два центральных экспресс-пути не используются для маршрутного движения поездов, и за всю историю подземки использовались только в 1967 — 1968 годах час пиковым суперэкспрессом NX. Платформы соединены надземным пешеходным переходом. Платформы на всем протяжении оборудованы навесом. Стены окрашены в бежевый, а колонны в зеленый цвет.
К западу от этой станции заканчивается тупиком южный экспресс-путь, а северный экспресс-путь сливается с двумя локальными при помощи нескольких съездов. Северный экспресс-путь (на Манхэттен) работает в режиме однопутного перегона, т. к. другой экспресс-путь разобран на некоторых участках и отключен от линии. Таким образом линия как таковая является трехпутной, а центральный экспресс-путь может использоваться для движения в обоих направлениях. В 2012 году на станции планируется реконструкция. С восточного конца платформ линия пересекается с путями LIRR и идут по мосту.
Станция имеет единственный выход, расположенный с восточного конца платформ. Лестницы с платформ поднимаются в вестибюль станции, где расположены турникеты, зал ожидания и переход между платформами. Выход приводит к перекрестку 8-й авеню с 62-й улицей. Есть ещё один, ныне закрытый, выход, который приводит к 7-й авеню.